# Церква Різдва Пресвятої Богородиці (Стінка)
Церква Різдва Пресвятої Богородиці в Стінці — однойменні парафії і храми греко-католицької та православної громад у селі Стінка Чортківського району Тернопільської области.

## Історія церкви
До 1946 року парафія належала до УГКЦ. Діючий дерев'яний храм Різдва Пресвятої Богородиці, збудований в 1797 році, був розібраний в 1921-му. На його місці звели новий, кам'яний, який з 1946 року і донині належить громаді ПЦУ.
Після легалізації УГКЦ у 1993 році невелика частина громади повернулася до греко-католицького обряду. Оскільки храм залишився в користуванні православної громади, греко-католики збиралися на богослужіння в приватному будинку сестри Анни. У 2000 році для їхніх потреб було збудовано та освячено богослужбову каплицю Різдва Пресвятої Богородиці.
На території парафії також розташована каплиця, фігура Матері Божої та братська могила.

## Парохи
УГКЦ
- о. Омелян Гаванями,
- о. Ярослав Гавацький,
- о. Антон Федик,
- о. Дмитро Шувар,
- о. Володимир Гнилиця,
- о. Володимир Зависляк,
- о. Михайла Леньковський (з 2010).

ПЦУ
- о. Андрій Шкварок — нині[1].